# Sierra de Turquino
La sierra de Turquino es una formación montañosa costera que forma parte de la sierra Maestra en la isla de Cuba. La sierra se extiende por 160 km por el sur de la isla, siendo su ancho máximo unos 30 km. El punto de mayor elevación de la sierra es el Pico Turquino que con una altura de 1974 m es el punto más alto de Cuba.